# Roberto Pertici
Roberto Pertici (Viareggio, 1952) è uno storico italiano.

## Biografia
Allievo di Giorgio Candeloro all'Università di Pisa, è stato borsista dell’Istituto italiano per gli studi storici di Napoli e della Fondazione Luigi Einaudi di Torino. Dopo aver lavorato negli Archivi di Stato (1984-1992), è stato ricercatore di storia contemporanea alla Scuola Normale Superiore di Pisa (1992-2002),  per poi insegnare nelle Università di Camerino e Bergamo (2002-2022) 
Studioso dell'Ottocento e del Novecento, ha collaborato a riviste quali "Belfagor" e "Rivista storica italiana" e curato il Carteggio Croce-Amendola (Napoli, Istituto italiano per gli studi storici, 1982), le Note autobiografiche di Giuseppe Mazzini (Milano, Biblioteca Universale Rizzoli, 1986), le Memorie e soliloqui: diario 1922-1923 di Gaetano Salvemini (Bologna, il Mulino, 2001).
La storia della storiografia (ma Pertici preferisce parlare di «storia della cultura storica») è uno dei fili in cui si è dipanato il suo lavoro di ricerca. Gli altri sono il problema dei rapporti fra intellettuali e politica nell’Italia degli ultimi due secoli, su cui ha iniziato a riflettere fin dalla tesi di laurea su Giovanni Amendola nel 1977, e poi il rapporto fra la dimensione religiosa e quella politica, fra Chiesa e Stato.  Più recentemente ha intrapreso una serie di ricerche sulla secolarizzazione nella cultura italiana nell'Ottocento.
Dal gennaio 2019 al febbraio 2025 è stato direttore (con Stefano Cavazza) della rivista del Mulino "Ricerche di storia politica". 
È membro della Deputazione toscana di storia patria. Dal 2022 è socio corrispondente dell'Accademia roveretana degli Agiati e dal 2023 dell'Accademia Toscana di Scienze e Lettere la Colombaria.
Con DPCM 28 maggio 2015, è stato nominato membro della Giunta centrale per gli studi storici, rimanendo in carica fino al 19 gennaio 2024.
All'indomani del suo pensionamento, colleghi, amici e allievi hanno pubblicato La storia come cultura. Studi in onore di Roberto Pertici, a cura di A. Frangioni, F. Mazzei, G. Pizzoni, Roma, Studium, 2024, pp. 746, che contiene anche Quarantacinque anni di lavoro storico. Bibliografia di Roberto Pertici (1977-2022), a cura di Federico Mazzei (pp. 685-709).

## Opere principali
- Mazzinianesimo, fascismo, comunismo: l'itinerario politico di Delio Cantimori (1919-1943), Milano, Jaca Book, 1997
- Storici italiani del Novecento, Pisa-Roma, Istituti editoriali e poligrafici internazionali, 2000
- Chiesa e Stato in Italia: dalla grande guerra al nuovo concordato (1914-1984),	Bologna, Il mulino, 2009
- La cultura storica dell’Italia unita. Saggi e interventi critici, Roma, Viella, 2018
- È inutile avere ragione. La cultura “antitotalitaria” nell’Italia della prima repubblica, Roma, Viella, 2021
- Dall’Ottocento alla “Dopostoria”. Frammenti storici, Roma, Studium, 2021
- Roberto Vivarelli, Roma, Viella, 2022, pp. 82 (Storici e storiche dell’Italia unita. Le autobiografie, 2)
- R. Pertici - E. Tortarolo, Uscire dall’isolamento. La storiografia italiana e la ripresa dei rapporti internazionali nel secondo dopoguerra, presentazione di A. Giardina, Roma, Viella, 2023, pp. 106 [alle pp. 15-61, il saggio di R. Pertici, Il momento De Sanctis]